# ليلي بار
ليلي بار (بالإنجليزية: Lily Parr)‏ (26 أبريل 1905 في المملكة المتحدة - 22 مايو 1978 ببرستون في المملكة المتحدة) هي لاعبة كرة قدم بريطانية (وحملت سابقاً جنسية المملكة المتحدة لبريطانيا العظمى وأيرلندا) في مركز الوسط. لعبت مع Dick, Kerr Ladies F.C. ‏.